# Dolní Benešov
Dolní Benešov (deutsch: Beneschau) ist eine Stadt im Okres Opava in Tschechien. Sie liegt 17 km nordwestlich von Ostrava.

## Geographie
Die Stadt liegt in einer Teichlandschaft links der Oppa im Hultschiner Ländchen. Südwestlich von Dolní Benešov liegen an der Štěpánka mit den zwei Nezmar-Teichen die beiden größten der sieben Fischteiche. Östlich der Stadt fließt die Opusta, sie speist die Teiche Chobot, Bobrov, Rakovec, Bezedno und Přehyně. Durch Dolní Benešov führt die Staatsstraße I/56 von Opava nach Ostrava.
Nachbarorte sind Bohuslavice im Norden, Kozmice im Osten, Jilešovice im Südosten, Háj ve Slezsku im Süden, Smolkov und Lhota im Südwesten, Zábřeh im Westen sowie Bolatice und Borová im Nordwesten.

## Geschichte

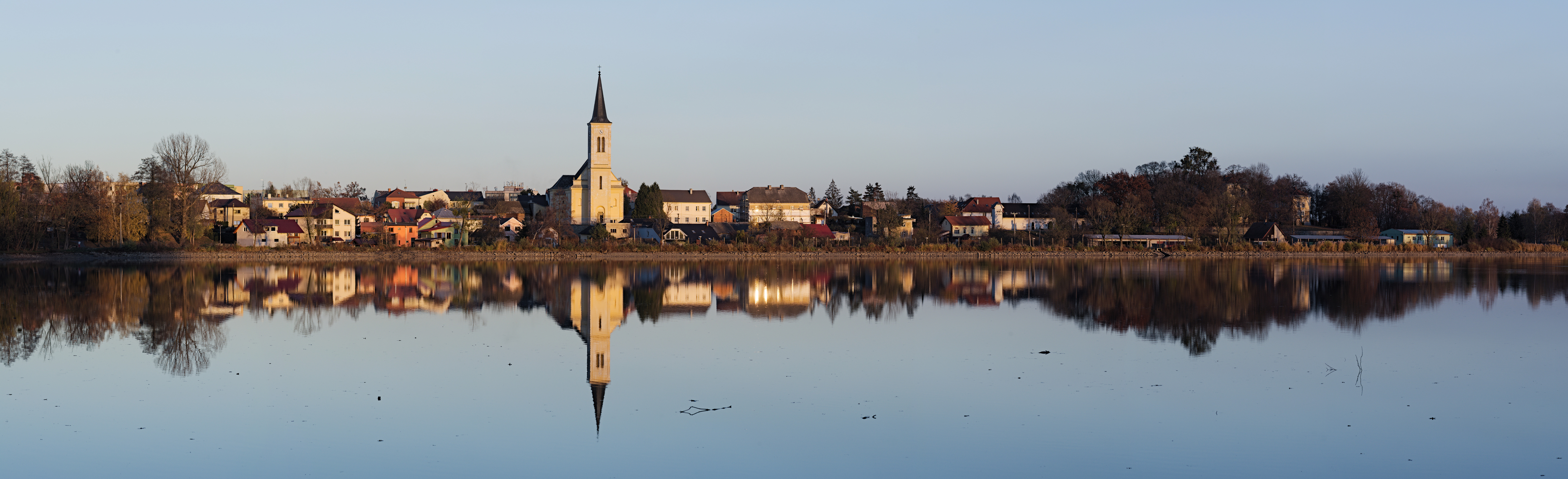
Dolní Benešov und Nezmar

Benischaw wurde erstmals 1312 urkundlich erwähnt. Es gehörte zu Mähren und war damals im Besitz der Herren von Krawarn, die dem Adelsgeschlecht Benis (Páni z Benisova, Benisovici) entstammten. 1371 gelangte es an das Geschlecht der Herren von Drahotuš, die ihre Burg Drahotuš bei Mährisch Weißkirchen an den Markgrafen Johann Heinrich verkaufen mussten. 1493 wurde Benischaw vom König Vladislav II. zur Stadt erhoben. Gleichzeitig erhielt es das Privileg eines Jahr- sowie eines Wochenmarktes. Nach dem Erlöschen des Geschlechts Drahotuš gelangte Benischaw 1594 an die mit ihnen verwandten Herren Schipa von Branitz (Šípa z Branice) und Ende des 16. Jahrhunderts an die  Mošov. Jan Mošovský von Mošov wurde 1602 Unterkämmerer von Mähren und setzte sich für die Rekatholisierung ein. Die im 14. Jahrhundert errichtete Feste wurde um diese Zeit zu einem Renaissance-Schloss umgebaut. Zur Herrschaft Benischau gehörten damals die Ortschaften Bohuslavice, Kozmice und Závada. 1710 erwarben die Freiherren von Kalckreuth Benischow, denen 1774 die Grafen von Henneberg folgten.
Nach dem Ersten Schlesischen Krieg 1742 fiel Benischow an Preußen, wobei die Oppa die Grenze zu Österreichisch-Schlesien bildete. Nach der Neugliederung Preußens gehörte es ab 1815 zur Provinz Schlesien und war 1816–1945 dem Landkreis Ratibor eingegliedert. Gleichzeitig verlor es das Stadtrecht und wurde zum Städtel bzw. Markt abgestuft. Im Jahre 1846 kauften die Rothschild Benischau. 1848 wurden die Stadt und das Schloss von Aufständischen besetzt und einige Tage gehalten. 1874 wurde der Amtsbezirk Beneschau gebildet, zu dem neben der Landgemeinde Beneschau das Städtel Benischau und die Landgemeinden Kosmütz und Zabrzeh (Zábřeh) sowie die Gutsbezirke Benischau, Kosmütz (Kozmice) und Zabrzeh gehörten, 1885 hatte der Markt Beneschau 1772 Einwohner. Im Jahr 1913 erhielt Beneschau einen Bahnhof an der Nebenbahn Annaberg–Deutsch Krawarn. 
Als Folge des Versailler Vertrags gelangte es im Januar 1920 an die 1918 gegründete Tschechoslowakei. 1930 lebten in Beneschau 1974 Menschen. Nach dem Münchner Abkommen erfolgte 1938 wieder die Eingliederung ins Deutsche Reich. Nach dem Zweiten Weltkrieg kam Dolní Benešov 1945 wieder zur Tschechoslowakei zurück. 1996 erhielt es neuerlich die Stadtrechte.

## Gemeindegliederung
Die Stadt Dolní Benešov besteht aus den Ortsteilen Dolní Benešov (Beneschau) und Zábřeh (Zabrzeh), 1910–1945 Oppau. Grundsiedlungseinheiten sind Dolní Benešov, Morávka (Morawetzhof) und Zábřeh.
Das Gemeindegebiet gliedert sich in die Katastralbezirke Dolní Benešov und Zábřeh u Hlučína.

## Städtepartnerschaften
- Santa Maria del Cedro, Italien
- Rajecké Teplice, Slowakei
- Wilamowice, Polen

## Sehenswürdigkeiten
- Schloss Dolní Benešov mit englischem Landschaftspark
- Pfarrkirche St. Martin, 1474 errichtet, 1747 umgebaut und 1860 um den Turmanbau erweitert
- Kapelle zum Hl. Kreuz, neogotischer Backsteinbau, errichtet 1870 vom Bremer Baumeister F. Exner
- Filialkirche St. Urban in Zábřeh, geweiht 1948
- Barocke Statue der Immaculata, errichtet 1784
- Naturdenkmal NPR Zábřežské louky (Oppauer Wiesen) mit 15 ha Fläche, 1973 unter Schutz gestellt

## Söhne und Töchter der Stadt
- Dionysius Ignatius Stanetti (1710–1767), Bildhauer und Bildschnitzer
- Cyprián Lelek (1812–1883), Priester und Journalist, Mitglied der Frankfurter Nationalversammlung
- Vilém Balarin (1894–1978), Maler, geboren im Ortsteil Zábřeh (Oppau)[6]
- Evžen Hadamczik (1939–1984), Fußballspieler und -trainer